# Scolecithricella paramarginata
Scolecithricella paramarginata is een eenoogkreeftjessoort uit de familie van de Scolecitrichidae. De wetenschappelijke naam van de soort is voor het eerst geldig gepubliceerd in 1991 door Schulz.